# Elseid Hysaj
Elseid Gëzim Hysaj (Skadar, 2. veljače 1994.) je albanski nogometaš koji trenutačno igra za Lazio. Profesionalnu karijeru je započeo u 2012. godini u Empoliju, gdje je debitirao 24. studenog 2011. godine u Coppa Italiji protiv Fiorentine. Hysaj je odigrao svih 90 minuta u 2:1 porazu. U Serie B je debitirao protiv Virtus Lanciana kao zamjena u 67. minuti, gdje je Empoli pobijedio s 0:3 u listopadu 2012. godine. Hysaj je 2012./13. sezonu u Empoliju završio s 35 nastupa. U rujnu 2013. godine je produžio svoj ugovor s Empolijem. U travnju 2014. godine je zabio svoj prvi gol (ponovno) protiv Virtus Lanciana u 4. minuti. Krajem svibnja 2014. godine je Empoli promovirao u Serie A. 31. listopada 2014. godine je Albanac debitirao u Serie A protiv Udinesea, gdje su Azzurri izgubili s 2:0. U svojoj zadnjoj sezoni s Empolijem je odigrao 36 ligaških utakmica, od kojih 33 u prvih jedanaest. Prešao je potom u S.S.C. Napoli u 2015. godini, gdje je potpisao petogodišnji ugovor. S odštetom od pet milijuna eura je Hysajev transfer postao drugi najveći u povijesti albanskog nogometa iza transfera Lorika Cane iz Galatasaraya u S.S. Lazio. Hysaj je debitirao za Napoli u listopadu 2015. godine u porazu protiv Sassuola. Bivši član Empolija je igrao za mlade reprezentacije Albanije. Za albansku nogometnu reprezentaciju je debitirao protiv Gruzije u 2013. godini i odigrao je preko 20 utakmica za domovinu. S 18 godina je 6. veljače 2013. godine Hysaj debitirao protiv Gruzije i tako postao treći najmlađi debitant u povijesti albanske reprezentacije iza Blendija Nallbanija i Iljaza Çeça. U prijateljskoj utakmici protiv Katara je Hysaj također postao najmlađi kapetan u povijesti reprezentacije s 22 godine. Albanski nogometni izbornik objavio je u svibnju 2016. popis za nastup na Europskom prvenstvu u Francuskoj, na kojem se nalazi Hysaj. Igrao je u prve dvije utakmice na Europskom prvenstvu protiv Švicarske i Francuske, koje je Albanije izgubila. S povijesnom pobjedom protiv Rumunjske u zadnjoj utakmici, Albanci su se oprostili od Europskog prvenstva. U tom susretu je Hysaj u zadnjim minutama dobio žuti karton.